# Buturugeni
Buturugeni is een Roemeense gemeente in het district Giurgiu.
Buturugeni telt 3991 inwoners.